# 田村麻衣
田村 麻衣（たむら まい、1980年11月1日 - ）は、日本の元AV女優。

## 略歴
2002年にAVデビュー。ロリ系のキカタン（企画単体）女優で、小柄でキュートなルックスから女子校生役が多かった。長い舌の持ち主で、キスや舐めのときに大量の唾液を出す女優として有名だった。
ソフト・オン・デマンドグループの作品にレズものを中心に多く出演し、2003年にSOD助演女優賞を受賞した。
三上翔子並みのレズの才能があったので、有名女優の初レズの相手も多かった。三上とは3作品で共演し、すべての共演でレズキスをしたが、2人の本格的なオールレズ共演は実現することはなかった。
2004年春に引退。

## 作品

### アダルトビデオ
2002年
- VIRGIN MOVE 04 （12月18日、ドリームチケット）

2003年
- レズりたい （1月23日、SODクリエイト）
- 男女接吻 （3月6日、SODクリエイト）オムニバス作品
- ザ レズファイト （3月6日、SODクリエイト）
- レズろう!! Vol.2 （3月20日、DASH（ハンドメイドビジョン））
- 手コキクリニック番外編　妄想拡大バージョン （4月5日、SODクリエイト）
- 星野流宇の音 （4月5日、DASH（ハンドメイドビジョン））
- 私だけの女教師レズペット （4月19日、SODクリエイト）
- ロリータ痴女のよだれ舌 （4月19日、DASH（ハンドメイドビジョン））
- 女子校生つら汚し5 （5月20日、クリスタル映像）オムニバス作品
- DOUBLE EYE 5 （6月5日、ドリームチケット）
- 史上最強の痴漢電車で本物痴漢を撮らえろ!3 （7月15日、MOODYZ）オムニバス作品
- ワタシの恥ずかしいコト （7月5日、DASH（ハンドメイドビジョン））
- レズッチャ2!! （7月19日、DASH（ハンドメイドビジョン））
- レズられた私 〜The Short Stories〜 （8月16日、SODクリエイト）レズ女優3組6人よるオムニバス作品
- ときめき学園 （8月20日、ニューネクスト）オムニバス作品
- コスプレレズ接吻 （9月19日、DASH（ハンドメイドビジョン））
- 行列の出来る公衆便所2 （9月21日、メディアステーション）オムニバス作品
- イカサレ4時間 2 （9月26日、ケイ・エム・プロデュース）
- チンポいじめ倶楽部2 （10月1日、MOODYZ）
- 初めてのDeepKiss18 （10月4日、SODクリエイト）
- 望月るあ レズ開眼 〜私のレズを見てください （10月4日、SODクリエイト）
- 音シリーズベストセレクション2レズ音 （10月18日、DASH（ハンドメイドビジョン））オムニバス作品
- じっくり見せる本当のフェラチオ （11月6日、SODクリエイト）オムニバス作品
- 禁断の花園 ハレンチ女子学生寮 （11月6日、ヒビノ）
- 行列の出来る公衆便所DX （11月7日、メディアステーション）『行列の出来る公衆便所2』のセルDVD化作品 オムニバス作品
- 故里娘の下半 （11月16日、メディアステーション）オムニバス作品
- 女子校生　初めてのレズ （11月20日、笠倉出版社）
- 菅原ちえ監督と田村麻衣の逆ナンパ手コキッス （11月20日、SODクリエイト）
- 第1回天野♥こころのファン感謝デー MAX SPECIAL （11月20日、SODクリエイト）
- 走れ!!女子校生痴漢バス （11月28日、ケイ・エム・プロデュース）
- ドリームクリニック vol.01 （12月1日、MOODYZ）
- 超過激女だらけのオナニー研究会 レズ編 VOL.2 （12月4日、はじめ企画）
- 女の嫉妬が復讐に変わる瞬間 （12月4日、SODクリエイト）
- 女ハ男ヲ目デ犯ス。 DX2 （12月5日、ワープエンタテインメント）
- もしも満員電車が女子高生痴女でいっぱいだったら? （12月10日、ドグマ）
- 初めてのDeepKiss　一転初めてのレズ〜18禁バージョン〜Part.4 （12月17日、SODクリエイト）
- 街角お宝鑑定団いいモノもってますねえ 其の参 （ネクストイレブン）オムニバス作品
- 女子校生露出調教 （ネクストイレブン）オムニバス作品

2004年
- 裏girls*3 （1月1日、MOODYZ）オムニバス作品
- 完全な飼育 （1月25日、イマージュ）
- 彼女とカノジョ 04 （2月1日、ゴーゴーズ）※maiとして出演
- ぽちゃぽちゃムチムチブルンブルン3 （2月15日、グローリークエスト）
- 東京ロリータ援交白書 （2月15日、MOODYZ）
- 女子校生レズ （3月1日、ワンズファクトリー）
- レズキスロマンスDX　〜仲良し女子校生 秘密の経験〜 （3月1日、MOODYZ）
- cute （3月15日、イージーオー）
- どすこい （4月1日、MOODYZ）
- ザ　レズファイト　〜ザベストバウト〜　完全ノーカット版 （4月15日、SODクリエイト）オムニバス作品
- メイキング オブ　どすこい （5月1日、MOODYZ）
- ま○この割れ目喰い込みパンティ（5月1日、ワンズファクトリー）
- 元祖デマンドの種 　アダルトバラエティ決定版 （5月3日、SODクリエイト）オムニバス作品
- 女子校生ノーパン痴漢バス【痴態編】 （5月14日、笠倉出版社）オムニバス作品
- Private　三津なつみ （6月10日、ビッグモーカル）
- 被害者4人　中出し便所　生でヌプッとこっそり中出し （6月17日、SODクリエイト）オムニバス作品
- 巨乳女子大生が癒してあげる （6月25日、うまなみ。（ケイ・エム・プロデュース））オムニバス作品
- オナコン!人気女優編 （6月25日、メディアステーション）オムニバス作品
- みんなのマドンナ 夕陽ヶ丘のマチコ先生 （7月15日、アレックス）
- 行列の出来るどすけべパーラー （7月18日、メディアステーション）オムニバス作品
- 野外羞恥女子校生1 （7月20日、ネクストイレブン）オムニバス作品
- 巨乳女子校生狩り （7月23日、うまなみ。（ケイ・エム・プロデュース））オムニバス作品
- オナニー4時間 痴女優コレクション （7月23日、笠倉出版社）オムニバス作品
- スク水っ娘はいじめられキャラ （8月20日、イマージュ）オムニバス作品
- 巨乳女子校生4時間スペシャル2 （10月8日、ケイ・エム・プロデュース）

※うまなみ作品『巨乳女子校生狩り』のセルDVD化作品 オムニバス作品
- フェライド おしゃぶりスペシャル （10月29日、笠倉出版社）オムニバス作品
- 女だらけのLOVEレズKISS （11月15日、MOODYZ）オムニバス作品

2005年以降
- めがねっ娘…。2 （2005年3月27日、メディアステーション）オムニバス作品
- めがねっ娘…。4時間 （2005年5月27日、メディアステーション）『めがねっ娘…。2』のセルDVD化作品、オムニバス作品
- 24人のカリスマアイドル5 （2005年12月16日 ケイ・エム・プロデュース）オムニバス作品
- うまなみプレゼンツ19 女子大生 4時間 （2006年6月16日、おかず。（ケイ・エム・プロデュース））うまなみ。作品『巨乳女子大生が癒してあげる』のセルDVD化作品 オムニバス作品

発売日不明
- 官能告白 若妻同級生 昔の恋人と再び （Shuffle）オムニバス作品
- 美少女HEROIN スペルマ拷問4 妖精魔法使い リオンの冒険 （ZERO-ONE（アロマ企画））※田村まいとして出演